# Sceloporus graciosus
Sceloporus graciosus är en ödla i familjen Phrynosomatidae som förekommer i västra USA.
Den maximala kroppslängden utan svans är för honor 76 mm och för hanar 63 mm. På den gråa till bruna grundfärgen finns på varje kroppssida två rader med mörkbruna fläckar. Mellan dessa rader förekommer ett band av ljusa fläckar. På den ljusgråa undersidan har hanar två stora blåa fläckar nedanför bröstet. Honor har oftast en vit undersida.
Arten när i väst Stilla havet och i öst Nebraska. I syd sträcker sig utbredningsområdet till norra New Mexico, norra Arizona och södra Kalifornien. Norr om Wyoming och Idaho förekommer endast glest fördelade populationer. Arten lever i låglandet och i bergstrakter mellan 150 och 3200 meter över havet. Habitatet utgörs främst av buskskogar med växter av malörtssläktet och av släktet Ceanothus. Ödlan hittas även i barrskogar. Den vilar i bon som skapades av gnagare eller i buskar och den solbadar ofta på klippor. Individerna är dagaktiva. Honor lägger ägg.
Landskapsförändringar påverkar beståndet negativ i begränsade regioner. Hela populationen anses vara stabil. IUCN listar arten som livskraftig (LC).